# Villa dei Misteri

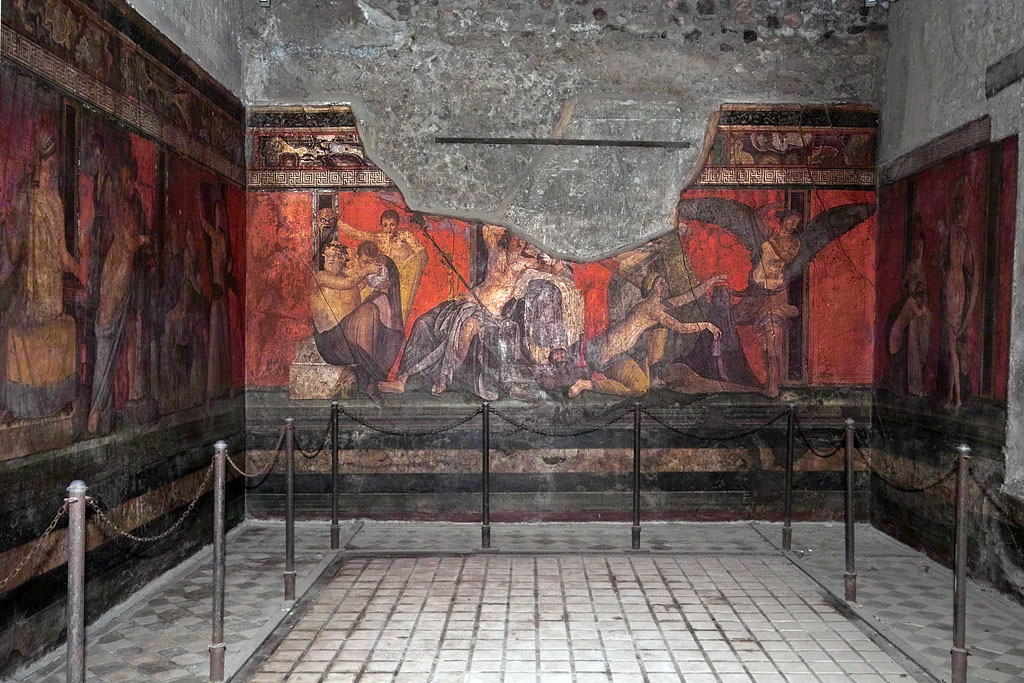
Interiér Villy dei Misteri

Villa dei Misteri, česky Vila Mystérií, je dobře zachovaná římská villa, která se nachází asi 800 metrů severovýchodně od Pompejí. Když byly Pompeje v roce 79 zničeny erupcí Vesuvu, villa byla zasypána vrstvou popela a dalších materiálů, avšak erupce ji výrazněji nepoškodila. Villa je známá především pro své nástěnné malby.
Název villy je odvozen od jména jedné z místností domu. Tato místnost je zdobena mnohými freskami a je možné, že se jednalo o triclinium. Scény vyobrazené na freskách jsou dnes předmětem dohadů. Mezi nejběžnější výklady patří ten, že na nich jsou vyobrazeny scény z iniciace žen do mysterijního kultu boha Dionýsa.